# Cai Qi
Cai Qi (xinès: 蔡奇) (Youxi 1955-) polític xinès, alcalde de Pequín (2016-2017) i Secretari del Partit Comunista de Pequín (2017-), membre del del Politburó del Partit Comunista de la Xina (2017-).

## Biografia
Cai Qi va néixer a Youxi, província de Fujian al sud-est de la Xina, el 5 de desembre de 1955. Com molts dels joves de la seva època i com a resultat de la Revolució Cultural va ser enviat a una comuna agrícola, en el seu cas a Xiyang a la província de Fujian (1973-1975).
Va estudiar dret i economia a la Universitat Normal de Fujian a la ciutat de Fuzhou.
Va ingressar al Partit Comunista Xinès l'any 1975.
Cai Qi ha assolit nivells molt alts de popularitat degut a la seva activitat a les xarxes socials com Weibo amb milions de seguidors i també pel seu "blog" al web Caixin. Va compilar un recull dels seus blogs al llibre "La Casa de Vidre" publicat el 2011.

### Càrrecs ocupats
Va iniciar la seva carrera política a la província de Fujian, on va ocupar llocs a nivell provincial (1983-1996) i alcalde de la ciutat-prefactura de Sanming (1997-1999). Posteriorment va ser enviat a la província de Zhejiang on també va desenvolupar càrrecs a nivell local, com a Secretari del Partit a Quzhou i Taizhou, l'alcaldia de la capital Hangzhou (2007-2010) i vice-governador provincial (2013).
El 2014 Xi Jinping el va cridar a Pequín per ocupar el segon lloc en el Comitè Central de la Comissió Nacional de Seguretat. Dos anys més tard va ser nomenat vicealcalde de Pequín (2016) i el 2017 alcalde de la ciutat en substitució de Guo Jinlong, on va desenvolupar una important tasca en la reducció del nivells de contaminació.
President (2017-) del Comitè Organitzador dels Jocs Olímpics d'Hivern del 2022.
Al 20è Congrés Nacional del Partit Comunista Xinès de l'octubre de 2022, Cai va ser elegit membre del Comitè Permanent del Politburó.